# Zalla
Zalla est une commune de Biscaye dans la communauté autonome du Pays basque en Espagne.

## Géographie
Zalla se situe dans les Enkarterri, à 24 km à l'ouest de Bilbao. Il est traversé par la rivière Cadagua, qui forme une vallée caractéristique avec deux plaines des deux côtés de la rivière. Le climat est océanique, avec des températures douces. Le froid et l'humidité hivernale produisent généralement un brouillard intense très caractéristique de la vallée. Ils soulignent les sommets qui forment leur vallée comme: Artegui, La Cabaña, Basoaga, Espaldaseca, Rioya et Ilso.

### Quartiers
Les quartiers de Zalla (2011)
- Mimetiz: 5 443 habitants.
- Aranguren: 1 826 habitants.
- Sollano-Llantada: 591 habitants.
- Herrera: 290 habitants.
- Otxaran: 229 habitants.

## Histoire et culture populaire
Le village de Zalla est connu pour sa culture populaire et en particulier pour sa mythologie où les superstitions et les croyances concernant les êtres surnaturels diaboliques, les sorciers et la sorcellerie étaient répandues. Un an s'est écoulé des milliers de fidèles qui se croyaient possédés par des esprits diaboliques à la recherche de l'exorcisme correspondant. Ainsi les natifs de Zalla sont appelés par antonomasia "Sorciers". Ces croyances ont survécu jusqu'au XXIe siècle des mains d'écrivains et d'artistes qui sont nés et ont grandi avec la magie de la mythologie parmi lesquelles nous devons mettre en lumière Patxi Xabier Lezama avec des interprétations des êtres surnaturels maléfiques, des sorciers et de la sorcellerie de Zalla.

## Patrimoine
L'importance remarquable de Zalla dans le contexte médiéval des guerres de camps l'a fait compter avec au moins 22 maisons-tours appartenant à des familles nobles de l'époque dont certaines sont préservées et les quatre paroisses: San Miguel, La Inmaculada, Santa Isabel. et Santiago, a également une multitude d'ermitages de différentes périodes telles que San Pantaleón, Santa Ana, San Antonio de la Mella, La Magdalena, San Pedro de Zariquete, San Isidro de Zoquita, San Antonio del Longar, La Flor, Notre-Dame de Guadalupe et de Nuestra Señora del Carmen et la plus ancienne infrastructure se trouve à Cerro de Bolumburu, une ville fortifiée de l’âge du fer.

### Sources
- (es) Cet article est partiellement ou en totalité issu de l’article de Wikipédia en espagnol intitulé « Zalla » (voir la liste des auteurs).